# Bob Uecker
Pour les articles homonymes, voir Uecker (homonymie).
Robert Bob George Uecker, né le 26 janvier 1934 à Milwaukee, Wisconsin et mort le  16 janvier 2025 à Menomonee Falls, est un joueur professionnel américain de baseball entre 1962 et 1967.
Il devient ensuite journaliste sportif, auteur et acteur dans des films de baseball après sa carrière de joueur.
Il a reçu le Prix Ford C. Frick en 2003 pour ses « contributions majeures au baseball » en tant qu'auteur et journaliste sportif. Doté d'un solide sens de l'humour, il a participé à des émissions télévisées où il pouvait laisser libre cours à son penchant humoristique. Il est notamment apparu dans 64 numéros du Tonight Show de Johnny Carson.
Il a été intronisé au WWE Hall of Fame en 2010 pour ses interviews et commentaires lors des WrestleMania III et WrestleMania IV.

## Filmographie
- 1985 : Mr. Belvedere (série télévisée) : George Owens
- 1987 : Vous avez dit dingues ? (O.C. and Stiggs) : Bob Uecker
- 1989 : Les Indians (Major League) de David S. Ward : Harry Doyle
- 1993 : Instinct fatal (Fatal Instinct) : Sportscaster
- 1994 : Les Indians 2 : Harry Doyle
- 1996 : L'Incroyable Voyage 2 : À San Francisco (Homeward Bound II: Lost in San Francisco) de David Richard Ellis : Trixie Uecker (voix)
- 1998 : Les Indians 3 (Major League: Back to the Minors) : Harry Doyle
- 2002 : Futurama (série télévisée) : La tête de Bob Uecker (voix)